# 難波俊成
難波 俊成（なんば としなり、1943年 - ）は、岡山県の郷土史家。

## 概略
岡山県岡山市生まれ。1974年龍谷大学大学院文学研究科博士課程国史学専攻単位取得、関西高等学校教諭となる。また、第8代岡山民俗学会理事長を務める。

## 著書

### 共著
- 太田健一・岡崎克樹・坂本昇・共編『次田大三郎日記』山陽新聞社、1971
- 『日本仏教民俗基礎資料集成四－元興寺極楽坊』中央公論美術出版、1977
- 『日本浄土曼荼羅の研究』中央公論美術出版、1987
- 圭室文雄編『日本名刹大辞典』雄山閣、1992